# Horev-klub
Horev-klub byla společnost českých hermetiků, založená Pierrem de Lasenic, JUDr. Oldřichem Eliášem a Aloisem Sedláčkem roku 1937. Společnost vznikla odchodem Lasenica a dalších členů ze společnosti Universalia poté, co menšina členů nesouhlasila s prosazováním hermetismu na očích veřejnosti. Tak vznikl Horev-klub, zaměřený na hermetismus lóžový, vedený Lasenicem až do rozpuštění společnosti gestapem roku 1941. Horev-klub se hermetismu věnoval nadále, bez veřejné aktivity do Lasenicovy smrti roku 1944, kdy jej nahradil ve vedení spolku Alois Sedláček. Společnost se scházela až do smrti většiny členů.

## Obsah činnosti
V úředně schválených stanovách Horev-klubu z roku 1937 se uvádí: "Účelem spolku jest sdružovati přátele hermetismu k soustavnému jeho studiu a k šíření jeho znalosti po všech stránkách. Zvláště má býti přihlíženo k hermetismu klasiků a kultur antických, jmenovitě kultury staroegyptské, z níž též spolek odvozuje svůj název. Slovo ‚horev‘ značí ve staroegyptštině ‚světlo‘ a v přeneseném významu ‚osvětu‘."
Společnost vycházela zvláště z děl a filosofie Louise-Clauda de Saint-Martin, Johanna-Baptisty Kerninga, Eliphase Léviho, Stanislase de Guaita, Paschala Beverlyho Randolpha a dalších autorů.
Horev-klub se podle dochovaného Deníku prací se živelnými bytostmi věnoval také hermetické filosofii, práci se živly, astrálnímu cestování a zajímal se o kámen mudrců. Text deníku, vzniklého v dobách pronásledování a zákazu této společnosti za druhé světové války, však plně neodpovídá skutečnému obsahu prací, zachycenému v níže uvedených pramenech.
Skutečný obsah prací Horev-klubu byl velmi pestrý, jednotlivé členy zajímala téměř všechna odvětví západního hermetismu. Společnou praktickou základnou všech členů byla praxe Lasenicovy Knihy prací, zaměřená na dosažení živelné rovnováhy. Významnou složkou těchto prací byla introspekce (viz také text Živly ve vlastnostech člověka) a pózismus.

## Ediční a literární činnost
Pravidelným periodikem lóže byla v letech 1938-39 revue Horev, která obsahovala okultní postřehy z domova i zahraničí, recenze na nové magické knihy a odpovědi na esoterické dotazy. Tento časopis vycházel jako příloha Lasenicovy knihy Tarot, klíč k iniciaci. Současně s časopisem byla vydána edice černobílých či ručně kolorovaných tarotových karet, na kterých se kromě Lasenica podílel také akademický malíř Vladislav Kužel.
Horev-klub se věnoval i vnitřní literární činnosti. Za Lasenicova života byla zpracována soukromá zasvěcovací řada Archiv, obsahující desítky krátkých praktických hermetických spisů, středověkých textů (např. Rosarium philosophorum či Turba philosophorum) i výtahů ze zahraniční literatury. V této řadě se objevují také jedny z prvních českých překladů Wilhelma Quintschera (Kniha géniů) a Aleistera Crowleyho (Kniha 777 s dodatky). Tyto texty, které silně ovlivnily i ostatní české hermetiky, nejvýznamněji snad Františka Bardona, jsou nyní postupně připravovány ke zveřejnění pod souhrnným názvem Praxe Horev-klubu. Do této řady patří také samostatná kniha Hermetická iniciace martinismu (vydáno 2011).
Po Lasenicově smrti nadále pokračovala mohutná interní přednášková činnost. Všechny známé texty přednášek byly publikovány v knize Přednášky pro Universalii a Horev-klub.
Významným svědectvím o obsahové náplni prací a patrně nejvýznamnější literární prací Horev-klubu je kniha Vladislava Kužela Hovory s Lasenicem (úplné vydání 2015).
Členem Horev-klubu byl také jazykovědec a egyptolog František Váhala nebo hudební skladatel Josef Zavadil (1905-1985).

## Předsedové Horev-klubu
- Pierre de Lasenic, 1937–1944.
- Alois Sedláček, 1944–1964.
- Vladimír Rohlíček, 1964-1974.

Dále nebyli voleni předsedové, nýbrž pouze vybíráni reprezentanti klubu navenek. V této úloze se vystřídali Zdena Sedláčková (1974-1985), Stanislav Kulovaný (1985-1998) a Ladislav Běhounek (1998-2005).